# Минусинский драматический театр
Минусинский драматический театр — театр города Минусинска, один из старейших театров Сибири.

## История
Официально днём рождения театра считается 28 ноября 1882 года, когда состоялись представления спектакля «Без вины виноватые» по пьесе Н. Н. Елизарова, а также водевиля П. Григорьева «Дочь русского актёра». Об этом известно из сохранившейся рукописной афиши. Однако Минусинское литературно-музыкально-драматическое общество, образованное около 1880 года, давало представления и ранее. Томская газета «Сибирская жизнь» в одной из заметок сообщала, что 22 ноября 1881 года в Минусинске состоялись спектакли «Милые бранятся — только тешатся» и «Женитьба Белугина». Спектакли прошли в зале Благородного собрания.

### События
- 1888 — для театра приобретено старое деревянное здание, ранее служившее казармой и складом.
- 1906 — состоялось торжественное открытие нового каменного здания, предназначенного для совместного использования с местным пожарным обществом.
- 1912 — здание полностью перешло в пользование театра.
- 1917 — театр переименован в Первый Советский театр.
- 1931 — пожар в здании театра, обрушение пожарной каланчи.
- 1939 — открылось отремонтированное здание театра.
- 1960 — театр вошёл в сеть театров Министерства культуры РСФСР.
- 1980 — театр становится государственным драматическим театром.
- 2020 — театр становится лауреатом Национальной театральной премии «Золотая маска».
- 2021 — начало реконструкции исторического здания театра, в процессе которой восстановлена пожарная каланча.
- 2023 — рядом с историческим зданием театра открыто второе здание, в котором разместилась малая сцена.

## Награды
- Золотая маска — специальный приз жюри 2000 года за спектакль «Циники» по роману А. Б. Мариенгофа.